# Bolsa de Valores de Dar es Salaam
La Bolsa de Valores de Dar es Salaam (en inglés: Dar es Salaam Stock Exchange) (DSE) está situada al oeste de Kivukoni, al sur de Dar es Salaam, capital económica y más grande de Tanzania. Fue constituida en septiembre de 1996 y sus operaciones debutaron en abril de 1998. Es miembro de la Asociación de Bolsas Africanas y de la Federación Mundial de Bolsas. La bolsa está abierta los días hábiles. de 10:00 a 14:00.
Las actividades de la bolsa son supervisadas por la Autoridad de Mercados de Capitales y Valores (CMSA). La DSE opera en colaboración con la Bolsa de Valores de Nairobi en Kenia y La Bolsa de Valores de Uganda. Un proyecto de fusión de las tres bolsas para la antigua bolsa de África del Este está en curso.

## Historia

### Constitución
La Bolsa de Valores de Dar es Salaam fue establecida por la Autoridad de Mercados de Capitales y Valores bajo la Ley de Mercados de Capitales y Valores (CMS) de 1994 en Dar es Salaam, Tanzania. La Bolsa se constituyó el 19 de septiembre de 1996. La empresa se constituyó como una sociedad privada limitada por garantía y sin capital social de conformidad con la Ley de Sociedades. Por tanto, la DSE es una organización sin ánimo de lucro.
La Bolsa de Valores comenzó a funcionar el 15 de abril de 1998. TOL Gas Limited fue la primera empresa que cotizó, seguida por Tanzania Breweries Limited (TBL) el mismo año. Este retraso se debió a preparativos operativos necesarios e inevitables, como la capacitación de los corredores y el desarrollo de reglas de emisión y negociación.

### Desmutualización
El 29 de junio de 2015, la Bolsa de Valores de Dar es Salaam fue registrada nuevamente como sociedad pública limitada. La empresa cambió su nombre de Dar Es Salaam Stock Exchange Limited a Dar Es Salaam Stock Exchange Public Limited Company. La empresa comenzó a vender acciones el 16 de mayo de 2016 y es la tercera bolsa de valores de África en cotizar por sí misma, después de la Bolsa de Johannesburgo (2006) y la Bolsa de Valores de Nairobi (2014). La empresa ofreció en Bolsa el 30% de las acciones de la compañía, representadas por 15.000.000 de acciones ordinarias.

### Servicios
DSE Mobile Trading se lanzó el 20 de agosto de 2015 para permitir que las personas que viven en el interior del país, donde no hay corredores, accedan a la plataforma. Llamado “soko la hisa kiganjani”, fue diseñado por Maxcom Africa y es compatible con todos los operadores de telefonía móvil de Tanzania. Este programa tiene como objetivo permitir que más tanzanos participen en el mercado de valores, ya que actualmente solo participan 400.000 personas en un país de 50 millones de habitantes. A finales de 2015, más de 1.000 inversores utilizaban la plataforma. La plataforma continúa ganando popularidad y, a finales del primer trimestre de 2016, el número total de usuarios de la plataforma de comercio móvil alcanzó los 3.000.

## Participación accionaria
A diciembre de 2023, las acciones de la empresa estaban en manos de personas jurídicas y personas naturales. Los principales accionistas se enumeran en la siguiente tabla.
| N.º | Nombre del propietario                      | Porcentaje de participación |
| --- | ------------------------------------------- | --------------------------- |
| 1   | Gobierno de Tanzania                        | 15 %                        |
| 2   | The Miri Strategic Emerging Markets Fund LP | 13 %                        |
| 3   | Zanzibar Social Security Fund               | 9 %                         |
| 4   | National Investments Company Limited        | 5 %                         |
| 5   | Grand public                                | 50 %                        |
| 6   | TOTAL                                       | 100 %                       |